# Pyogenesis
I Pyogenesis sono un gruppo rock/metal tedesco. Pur restando sempre ancorati all'ambiente metal, hanno cambiato progressivamente il loro genere nel corso della loro carriera, passando dal metal estremo e cupo a un pop-rock fatto di pezzi orecchiabili e spensierati. Il loro nome è in qualche modo legato ai più noti Liquido, fondati da due ex membri dei Pyogenesis.

## Storia del gruppo

### GliImmortal Hatee i primi singoli
La band nasce a Neckarbischofsheim nel 1990 con il nome di Immortal Hate per mano del cantante/chitarrista Tim Eiermann, del bassista Joe Proell e del batterista Pit Muley e prova a farsi strada con un singolo, Pyogenesis of a Festered Corpse nel settembre dello stesso anno. Il loro è un death/black metal classico, lento e pesante, in linea con tutti i fattori retorici del genere, in primis il growl bassissimo di Eierman (che in quei primi anni si fa chiamare Asmodeus). A breve, si aggiunge al trio un secondo chitarrista, Flo V. Schwarz, amico di Eiermann destinato a diventare un membro chiave per la band. L'allargamento della formazione è l'occasione per il cambio di nome in Pyogenesis.
Con il nuovo nome, cercano un'etichetta discografica incidendo una demo autoprodotta, Ode to the Churning Seas of Nar-Mataru, seguito nel 1992 da due singoli veri e propri, Rise of the Unholy e Sacrificious Profanity, che finiranno su due diverse compilation indipendenti. Nel corso dell'anno arriva l'ingaggio dalla piccola etichetta Osmose per la quale realizzano il loro primo EP, Ignis Creatio. Dopo l'abbandono di Muley, la band resta inattiva fino all'arrivo di Wolle Maier come nuovo batterista e si accasa alla Nuclear Blast per il secondo EP, Waves of Erotasia del 1994: alla voce di Eiermann inizia ad affiancarsi man mano anche quella Schwarz nei ritornelli e il sound assume toni gotici, sullo stile dei Paradise Lost, con il duo Eiermann/Schwarz a braccetto anche nei riff di chitarra.

### Il doom diSweet X-Rated NothingseTwinaleblood
Waves of Erotasia fa da anteprima a quello che è il primo vero album dei Pyogenesis: Sweet X-Rated Nothings. Le sonorità diventano quelle di un vero e proprio doom metal composto da influssi dark, Wave, goth e metal, ed è sempre più presente la voce di Schwarz, come è evidente nel brano It's on Me. Come altre band gothic/doom, anche i Pyogenesis si ritrovano così ad alternare un cantante growl (Eiermann) ad uno dalla voce cristallina (Schwarz) nei loro pezzi; due voci maschili quando la tendenza era quella di affiancare una voce femminile a quella growl. I testi si fanno introspettivi, romantico/decadenti e meno retorici, pur restando molto estremamente semplici nella composizione. Waves of Erotasia e Sweet X-Rated Nothings verranno poi accorpati in un unico album nel 1997. Alla fine del '94, Proell viene sostituito al basso da Roman Schönsee.
L'evoluzione continua con Twinaleblood del 1995, considerato forse il migliore della band. Salvo rare occasioni, come nel brano Abstract Life, Eiermann rinuncia quasi del tutto al growl e si concede ad un cantato normale, per quanto grezzo, sempre alternato a quello di Schwarz. Pur mantenendo la potenza delle chitarre, i brani seguono melodie più sciolte e ritmiche più incalzanti, dando una certa facilità di ascolto all'intero album (Weeping Sun e Every Single Day). Viene girato anche il primo video della band, la title track Twinaleblood.

### Il cambiamento diUnpope la rivoluzione nella band
Un anno dopo esce l'EP Love Nation Sugarhead che preannuncia uno stravolgimento totale per via della sua title track, presentando una base techno e vari campionamenti per tutta la durata del brano. Il pezzo viene incluso nell'imminente terzo album, Unpop, uscito nel 1997, dove vive praticamente stante a sé. L'intero LP mantiene infatti inalterate le chitarre pesanti, ma il doom e il black sono completamente abbandonati per un rock/metal alternativo nettamente più orecchiabile e "radio friendly". La stessa filosofia della band cambia e diventa più spensierata e scherzosa, partendo dalla stessa copertina del cd (un buffo ragazzo nudo e sorridente che suona una chitarra classica) fino ai due coloriti videoclip girati per Blue Smiley's Plan e proprio per Love Nation Sugarhead. Sulla stessa scia esce il quarto album, Mono... Or Will It Ever Be The Way It Used To Be, ancora più leggero e più divertito ma che non riscontra il successo del predecessore. Poco dopo l'uscita di Mono..., Eiermann e Maier lasciano la band per debuttare con i fortunati Liquido, progetto al quale erano già al lavoro da prima delle registrazioni di Unpop. Schwarz si ritrova così a portare avanti da solo i Pyogenesis (anche il bassista Schönsee ha lasciato la band) e, in attesa di completare una nuova formazione e per colmare l'inattività, pubblica per la band la raccolta P.

### La nuova formazione e l'album:She Makes Me Wish I Had a Gun
Bisogna attendere il 2002 perché i Pyogenesis tornino in studio: Schwarz, ormai unico cantante della band, convoca il suo vecchio amico Peter Rutard come chitarrista della band al posto di Eiermann e completa il quartetto con il batterista Tobias Moller e il bassista Mirza Kapidzic (quest'ultimo già presente da Mono...). I nuovi Pyogenesis spostano il proprio "quartier generale" ad Amburgo e pubblicano in successione prima l'EP I Feel Sexy, poi il quinto album, She Makes Me Wish I Had a Gun, optando per un'ultima svolta pop punk e per una vena particolarmente ironica nei testi. Singolo portante della band tedesca è Don't You Say Maybe, che guadagna un minimo di rotazione su Mtv. Da She Makes Me Wish... in poi, la band torna ad essere inattiva, senza dare molte notizie di sé. Il sito della band non annuncia effettivamente novità, salvo un messaggio di Schwarz in cui si precisa che i Pyogenesis sono fermi ma non sciolti.

### 2015 Il ritorno con nuova line-up e stile
Dopo diversi anni di silenzio il gruppo torna in studio con la nuova formazione per lavorare su una trilogia (sotto etichetta AFM Records) con sonorità completamente diverse dall'album precedente, come il cantato con diverse parti in "growl" e stile vicino al metal.

## Formazioni

### Formazione attuale
- Flo V. Schwarz - voce e chitarra (1991-presente)
- Gizz Butt - chitarra solista (2015-presente)
- Malte Brauer - basso (2004-presente)
- Jan Räthje - batteria (2015-presente)

### Ex membri
- Tim Eiermann - voce e chitarra (1990 come Immortal Hate - 1998)
- Joe Proell - basso (1990 come Immortal Hate - 1994)
- Roman Schönsee - basso (1995-1997)
- Pit Muley - batteria (1990 come Immortal Hate - 1992)
- Wolle Maier - batteria (1994-1998)
- Sophie Rutard - chitarra (1998-2005)
- Mirza Kapidzic - basso (1998-2003)

## Discografia

### Album in studio
- 1994 - Sweet X-Rated Nothings
- 1995 - Twinaleblood
- 1997 - Unpop
- 1998 - Mono... Or Will It Ever Be The Way It Used To Be
- 2002 - She Makes Me Wish I Had A Gun
- 2015 - A Century in the Curse of Time
- 2017 - A Kingdom to Disappear
- 2020 - A Silent Soul Screams Loud

### EP
- 1992 - Ignis Creatio
- 1994 - Waves of Erotasia
- 1995 - Underneath...
- 1996 - Love Nation Sugarhead
- 2002 - I Feel Sexy

### Compilation e Raccolte
- 1997 - Sweet X-Rated Nothings/Waves of Erotasia
- 2000 - P... Or Different Songs in Different Sounds

### Singoli e Promo
- 1992 - Rise of The Unholy
- 1992 - Sacrificious Profanity
- 1994 - Fade Away
- 1994 - It's on Me
- 1995 - Twinaleblood
- 1997 - Blue Smiley's Plan
- 1997 - Love Nation Sugarhead
- 1998 - Drive Me Down
- 2002 - Don't You Say Maybe

### Demo
- 1991 - Ode to the Churning Seas of Nar-Mataru